# Mohamed El Abed
Mohamed El Abed, född 16 oktober 1979, är manusförfattare, dramatiker, podcast entreprenör som 2016 var med och grundade Soundtelling, en podcastbyrå med fokus på ljudberättande. Mohamed var programledare och producent för den amerikanska och internationellt uppmärksammade podcastserien Radiotopia Showcase Secrets. Han ligger bakom uppmärksammade podcast dokumentärserien "Charterkungen saga Simon Spies" och SR P2 Dokumentären ”Vad hände med Panflöjtsorkestern på Sergels torg?” Mohammed är aktuell som dramatiker med barnpjäsen “I Mohammeds värld” som sätts upp på Riksteatern barn och unga våren 2023. Mohamed är utbildad statsvetare som vidareutbilda sig till manusförfattare på Stockholms konstnärliga högskola och Alma manusutbildning.